# Serdar Ortaç

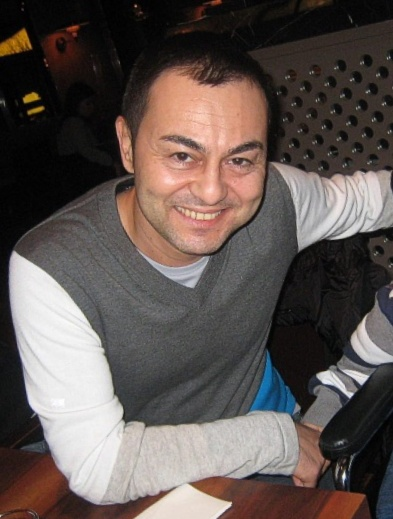
Serdar Ortaç 2014

Serdar Ortac är, född 16 februari 1970 i Istanbul, är en av de ledande sångarna inom turkisk pop- och folkmusik sedan 1990-talet.

## Tidigt liv
Ortaç började sin utbildning i grundskolan Kocamustafapaşa och avslutade gymnasieutbildningen i Anadolu Meslek har Kiz Meslek Lisesi. Efter examen från tekniska högskolan Haydarpaşa studerade han engelska och amerikansk litteratur på Bilkent University. Hans rötter går tillbaka till den turkiska etniska gruppen krimtatarer.

## Karriär
Serdar Ortaçs album Çakra gavs ut 2004 och var det mest sålda albumet det året.
Han har gett ut de flesta av sina låtar på sina album, vilket är mer än 150 låtar. Hans sånger kan höras på andra artisters album som Sibel Can, Hülya Avşar, Muazzez Abacı, Seren Serengil, Alişan, Ebru Gündeş och Gülben Ergen. Hans låtar har släppts på många språk såsom arabiska, grekiska, ryska och azerbajdzjanska.
Han stod som värd för TV-showen "Med Serdar Ortaç" 2003, den utsågs till det bästa showprogrammet i turkisk radio och tv det året.
Han har också publicerat en bok i januari 2005 med titeln "Bu Şarkılar Kimin İçin?" ("Vilka/vem är dessa sånger för?"), som innehåller hans dikter, minnen, och en del sångtexter.
Under sin tidiga karriär (fram till 2000) sägs han ha förlorat omkring tre miljoner dollar på spel. 
Hans album Mesafe släpptes 2006. Albumet innehåller bland annat Dansöz ("The Belly Dancer"), Mesafe ("Distans"), Gitme ("Don't go") och Sor ("Be"). Hans senaste album "Nefes" ("Breath") gavs ut 2008.